# Ignacio Serricchio
Ignacio Ariel Serricchio, né le 19 avril 1982, est un acteur argentino-américain. Il est connu pour son rôle de Diego Alcazar dans Hôpital central et Alejandro « Alex » Chavez dans Les Feux de l'Amour. Il a récemment joué le rôle de Tommy Cole dans Witches of East End. En 2019, il décroche le rôle de Dante, personnage principal de la série Le Détenu disponible sur Netflix.

## Vie et carrière
Serricchio est né à Buenos Aires, en Argentine, et est diplômé du département de théâtre de l'Université de Syracuse. En octobre 2004, Serricchio s'est joint à la distribution du soap quotidien de la chaîne ABC Hôpital central dans le rôle du jeune Diego Alcazar. Il a quitté le soap en novembre 2006. Il a repris le rôle de Diego le 22 février 2008 jusqu'à ce que son personnage soit tué le 5 mars 2008.
En 2005, Serricchio a joué un missionnaire mormon de la rue dans le film States of Grace, acclamé par la critique. En 2007, il est apparu dans 6 épisodes de Ghost Whisperer, où il a joué le personnage Gabriel Lawrence. En 2008, il a interprété Luis dans Privileged de la chaîne CW. Le tournage a cessé le 24 février 2009, et a été annulé le 19 mai 2009.
De décembre 2012 à janvier 2014, il a joué le rôle récurrent du détective de police Alex Chavez dans le feuilleton de CBS Les Feux de l'Amour. En 2014, il a joué le rôle récurrent du médecin Tommy Cole lors de la deuxième et dernière saison de la série dramatique Witches of East End. Au cours de l'été 2015, Serricchio a joué le rôle de Miguel dans la sitcom de BET, Zoe Ever After avec Brandy Norwood. En 2018, il joue le rôle de Don West dans Perdus dans l'espace, le remake Netflix de la série télévisée de 1965.
En 2025 il est membre du jury du 16e Festival Séries Mania.

## Filmographie
| Année           | Film ou série                       | Rôle                         |
| --------------- | ----------------------------------- | ---------------------------- |
| 2005            | States of Grace                     | Elder Lozano                 |
| 2004–2006, 2008 | Hôpital central                     | Diego Sanchez Alcazar        |
| 2005            | Rodney                              | Javier                       |
| 2005            | Dr House                            | Alfredo                      |
| 2007            | Wildfire                            | Jace                         |
| 2007            | Retour à Lincoln Heights            |                              |
| 2007–2008       | Ghost Whisperer                     | Gabriel Lawrence             |
| 2008            | Keith                               | Raff                         |
| 2008            | Privileged                          | Luis                         |
| 2010            | The Accidental Death of Joey by Sue | Saul                         |
| 2011            | Quarantine 2: Terminal              | Ed                           |
| 2011            | Covert Affairs                      | Carlo                        |
| 2012            | The Finder                          | Alejandro Lopez-Fernando     |
| 2012–2013       | Les Feux de l'Amour                 | Alex Chavez                  |
| 2014–2017       | Bones                               | Dr. Rodolfo Fuentes          |
| 2014            | Witches of East End                 | Médecin Tommy Cole           |
| 2015            | Témoin à louer                      | Edmundo/Dirty Eddie Sanchez  |
| 2016            | Zoe Ever After                      | Miguel Maldonado             |
| 2018            | Perdus dans l'espace                | Don West                     |
| 2018            | Le Détenu                           | Lázaro Mendoza / Dante Pardo |
| 2018            | La Mule                             | Julio                        |
| 2018 2021       | Good Girls (serie, 2018)            | Nick (cousin de Rio)         |
| 2021 2023       | Firefly Lane (serie, 2021)          | Danny Diaz                   |